# Jean-Pierre Allemand
Jean-Pierre Allemand (Plouguerneau, 4 aprile 1942) è un ex schermidore francese, vincitore di una medaglia d'oro ed una d'argento ai campionati mondiali di scherma.